# رشیدی
رشیدی یک نام کوچک یا نام خانوادگی‌ است. افراد شاخص با این نام از این قرارند:
- رشیدی یکینی، فوتبالیست

- داوود رشیدی، بازیگر سینما
- لیلی رشیدی، بازیگر سینما